# Франциско (Індіана)
Франциско (англ. Francisco) — місто (англ. town) в США, в окрузі Ґібсон штату Індіана. Населення — 545 осіб (2020).

## Географія
Франциско розташоване за координатами 38°20′1″ пн. ш. 87°26′51″ зх. д. / 38.33361° пн. ш. 87.44750° зх. д. (38.333551, -87.447425).  За даними Бюро перепису населення США в 2010 році місто мало площу 1,29 км², з яких 1,28 км² — суходіл та 0,01 км² — водойми.

## Демографія
Згідно з переписом 2010 року, у місті мешкало 469 осіб у 189 домогосподарствах у складі 119 родин. Густота населення становила 363 особи/км².  Було 226 помешкань (175/км²).
Расовий склад населення:
| - 97,0 % — білих - 0,2 % — корінних американців - 0,2 % — чорних або афроамериканців - 0,2 % — азіатів |

До двох чи більше рас належало 2,3 %. Частка іспаномовних становила 0,9 % від усіх жителів.
За віковим діапазоном населення розподілялося таким чином: 25,8 % — особи молодші 18 років, 58,0 % — особи у віці 18—64 років, 16,2 % — особи у віці 65 років та старші. Медіана віку мешканця становила 39,6 року. На 100 осіб жіночої статі у місті припадало 91,4 чоловіків;  на 100 жінок у віці від 18 років та старших — 96,6 чоловіків також старших 18 років.
Середній дохід на одне домашнє господарство  становив 47 776 доларів США (медіана — 37 946), а середній дохід на одну сім'ю — 49 999 доларів (медіана — 41 333). За межею бідності перебувало 16,1 % осіб, у тому числі 25,2 % дітей у віці до 18 років та 6,4 % осіб у віці 65 років та старших.
Цивільне працевлаштоване населення становило 294 особи. Основні галузі зайнятості: виробництво — 38,1 %, роздрібна торгівля — 15,3 %, освіта, охорона здоров'я та соціальна допомога — 15,0 %.